# Athenian Brewery
Athenian Brewery SA (греч. Αθηναϊκή Ζυθοποιία Α.Ε., Афинская пивоварня) — предприятие пищевой промышленности Греции, занятое производством и реализацией пива и минеральных вод. Лидер греческого рынка пива по объемам производства. Принадлежит одному из лидеров мирового рынка пива — нидерландской корпорации «Heineken».
Продукция экспортируется в 30 стран Европы, Африки и Америки. В свою очередь, компания выступает импортером и дистрибутором на рынке Греции пива производства других международных подразделений Heineken.

## История
Предприятие было основано в 1963 году группой греческих предпринимателей, которые в сотрудничестве с нидерландской пивной корпорацией Amstel Brouwerij BV двумя годами позже начали выпуск пива на мощностях в индустриальной зоне Афин. Первым пивом, выпущенным Афинской пивоварней в 1965 году, стало Amstel Lager, которое с 1976 года и по сей день остаёется самым популярным сортом на греческом пивном рынке.
В 1968 Amstel Brouwerij BV объединилась с другим нидерландским пивоваренным концерном — Heineken NV, а Афинская пивоварня стала операционным подразделением Heineken в Греции. В 1974 году был построен производственный филиал компании в Салониках.
С 1993 года ассортимент продукции был расширен с началом выпуска минеральной воды на новом производственном подразделении в районе города Ламия, расположенном в регионе, богатом минеральными источниками.
Первый собственный пивной бренд компания выпустила в 2000 году, начав выпуск пива Alfa (ΑΛΦΑ).
Афинская пивоварня признана лучшим работодателем 2011 года в Греции в категории крупнейших предприятий страны (более 250 рабочих мест).

## Ассортимент продукции
Компания производит следующие сорта пива собственных торговых марок:
- Alfa (ΑΛΦΑ) — Алк.: 5,0 %.
- Fürstenbräu — Алк.: 4,3 %.
- Marathon — Алк.: 5,0 %.
- Zorbas — Алк.: 5,0 %.

Также на производственных мощностях Athenian Brewery выпускаются лицензионные сорта пива, торговые марки которых принадлежат Heineken:
- Amstel Lager — Алк.: 5,0 %.
- Buckler Lager — безалкогольное пиво.
- Fischer Pilsner — Алк.: 5,0 %.
- Heineken Lager — Алк.: 5,0 %.

Athenian Brewery выступает импортером и дистрибьютором на рынке Греции следующих торговых марок пива, производимых на предприятиях Heineken за рубежом: Amstel Bock, Amstel Light, Carib, Chimay, Desperados, Duvel, Erdinger, König Pilsener, McFarland, Murphy’s Irish Stout, Murphy’s Irish Red и Kirin.
Предприятие является производителем натуральных минеральных вод под торговой маркой греч. ΙΟΛΗ.